# Neoscleropogon digentius
Neoscleropogon digentius là một loài ruồi trong họ Asilidae. Neoscleropogon digentius được Walker miêu tả năm 1849. Loài này phân bố ở miền Australasia.